# Análise cultural marxista
A análise cultural marxista é uma forma de análise cultural e crítica cultural anticapitalista, que assume a teoria da hegemonia cultural e, a partir disso, visa especificamente os aspectos da cultura que são movidos pelo lucro e produzidos em massa sob o capitalismo.
A teoria original por trás dessa forma de análise é comumente associada a Georg Lukacs, à Escola de Frankfurt e a Antonio Gramsci, representando uma tendência importante dentro do marxismo ocidental. A análise cultural marxista, tomada como uma área do discurso, tem comumente considerado a industrialização e a produção em massa da cultura pela "indústria cultural" como tendo um efeito negativo geral na sociedade, um efeito que reifica as reações do público, afastando-o do desenvolvimento de um sentido mais autêntico dos valores humanos.
A tradição da análise cultural marxista ocasionalmente também foi referida como "marxismo cultural" e "teoria cultural marxista", em referência às ideias marxistas sobre cultura. No entanto, desde a década de 1990, esse termo se refere amplamente à teoria da conspiração do marxismo cultural, um discurso influente na extrema direita sem qualquer relação clara com a análise cultural marxista.

## Desenvolvimento da teoria

### Antonio Gramsci
Antonio Gramsci foi um filósofo marxista italiano, escrevendo principalmente antes e depois da Primeira Guerra Mundial . Ele tentou romper com o determinismo econômico do pensamento do marxismo clássico e, portanto, é considerado um neomarxista chave.
Gramsci é mais conhecido por sua teoria da hegemonia cultural, que descreve como o estado e a burguesia como a classe capitalista dominante usam as instituições culturais para manter o poder nas sociedades capitalistas. Segundo Gramsci, a burguesia desenvolve uma cultura hegemônica por meio da ideologia, e não pelo uso da violência, do poder econômico ou da coerção. A cultura hegemônica promove seus  valores e normas para  se tornarem os valores "comuns" de todos e manter o status quo. Gramsci argumentou que o poder hegemônico é usado para manter o consentimento à ordem capitalista, em vez do poder coercitivo que usa a força para manter a ordem, e que a classe dominante produz e reproduz essa hegemonia cultural  por meio das instituições que formam a superestrutura.

### Escola de Birmingham
O humanismo marxista de EP Thompson, bem como as filosofias individuais dos fundadores da Escola de Birmingham ( Stuart Hall, Richard Hoggart e Raymond Williams ) fornecem as influências para os Estudos Culturais Britânicos, conforme abrigados no Centro de Estudos Culturais Contemporâneos em Birmingham . A Escola de Birmingham desenvolveu-se depois da Escola de Frankfurt e é vista como uma resposta paralela. Assim, os Estudos Culturais Britânicos se concentram em questões posteriores, como americanização, censura, globalização e multiculturalismo . The Uses of Literacy (1957) de Hoggart, Culture and Society (1958) de Williams e The Making of the English Working class (1964) de Thompson formam os textos fundamentais para a escola, com o modelo de codificação/decodificação de comunicação de Hall, bem como seus escritos sobre o multiculturalismo na Grã-Bretanha chegando mais tarde, mas carregando a mesma seriedade.
A Escola de Birmingham valorizou muito e contribuiu para a consciência de classe dentro da estrutura da sociedade britânica . Devido às suas posições como especialistas literários, Hoggart e Williams foram chamados como testemunhas durante R v Penguin Books Ltd, um processo judicial relativo à censura na publicação, cujo resultado é amplamente considerado como a definição da Grã-Bretanha na década de 1960 como uma " sociedade permissiva ". Eles argumentaram a favor da liberdade de linguagem e contra a censura.
Na obra mais importante de Hoggart, The Uses of Literacy, ele lamenta a perda da autêntica cultura popular da classe trabalhadora na Grã-Bretanha e denuncia a imposição da cultura de massa por meio da publicidade, da mídia e da americanização. Ele se opõe ao termo "massas", que ele diz ser condescendente e elitista. Essa "massa" da produção cultural foi mais tarde chamada de "a colonização das comunidades locais e o roubo de sua identidade". Enquanto a Escola de Frankfurt incentivava os valores da alta cultura, a Escola de Birmingham tentava trazer a alta cultura de volta à vida real, evitando o relativismo moral..

### Crítica da política de identidade e pós-modernismo
Na história mais recente, a análise cultural marxista criticou o pós-modernismo e a política de identidade, também conhecida como política de reconhecimento, alegando que a política redistributiva deveria manter proeminência em seu discurso. Jürgen Habermas, filósofo acadêmico associado à Escola de Frankfurt, é um crítico das teorias do pós-modernismo, tendo apresentado argumentos contra seu estilo e estrutura em sua obra " O Discurso Filosófico da Modernidade ", na qual expõe a importância da racionalidade comunicativa e Ação. Ele também defende que, por ser fundado na e de dentro da modernidade, o pós-modernismo tem contradições internas que o tornam insustentável como argumento.
A associada da Escola de Frankfurt, Nancy Fraser, fez críticas à política de identidade moderna e ao feminismo em seu artigo da New Left Review "Rethinking Recognition", bem como em sua coleção de ensaios "Fortunes of Feminism: From State-Managed Capitalism to Neoliberal Crise" (1985-2010).

## Teoria da conspiração do "marxismo cultural"
Embora o termo "marxismo cultural" tenha sido usado em um sentido geral, para discutir a aplicação das ideias marxistas no campo cultural, o termo variante "marxismo cultural" geralmente se refere a uma teoria da conspiração anti-semita . Partes da teoria da conspiração fazem referência a pensadores e ideias reais selecionados da tradição marxista ocidental, mas eles deturpam severamente o assunto. Os teóricos da conspiração exageram a influência real dos intelectuais marxistas, por exemplo, alegando que os estudiosos marxistas pretendiam se infiltrar nos governos, realizar o controle da mente sobre as populações, e destruir a civilização ocidental. Como não há movimento específico correspondente ao rótulo, Joan Braune argumentou que não é correto usar o termo "marxismo cultural".
Na Noruega, Anders Behring Breivik citou o uso conspiratório do "Marxismo Cultural" em seu manifesto político 2083: Uma Declaração Europeia de Independência, que ele enviou por e-mail para 1.003 pessoas apenas 90 minutos antes de matar 77 pessoas em seus ataques a bomba e armas em Oslo e em Utøya . Na linguagem política mais convencional, os conservadores culturais afirmam ter identificado o "marxismo cultural" como a base teórica para aspectos do liberalismo cultural .
 